# Ровненский район
Ро́вненский район (укр. Рівненський район; до 1991 года — Ро́венский) — административная единица в центральной части Ровненской области Украины. Административный центр — город Ровно.

## География
Площадь — 7216,6 км².
На севере граничит с Сарненским районом, на юго-западе — с Дубенским районом.

## История
Образован 17 января 1940 года в составе Ровенской области Украинской ССР, на территории бывшей сельской гмины Ровно и части гмины Дядьковичи Ровенского повята Волынского воеводства. В 1957 году в состав Здолбуновского района была передана территория Ильпенского сельского совета, с центром в селе Ильпень, а также часть Корнинского селького совета (посёлок Новый Здолбунов, позже присоединённый к Здолбунову). 21 января 1959 года к Ровенскому району были присоединены части территорий упразднённых Александрийского и Тучинского районов.
В ходе хрущёвской административной реформы, в 1962 году район был укрупнён за счёт присоединения к нему территории Клеванского и части Здолбуновского района. После сворачивания реформы, в 1965 году часть территории Ровенского района вошла в состав восстановленных Здолбуновского и Костопольского районов.
17 июля 2020 года в результате административно-территориальной реформы район был укрупнён, в его состав вошли территории:
- Ровненского района,
- Березновского района,
- Гощанского района,
- Здолбуновского района,
- Корецкого района,
- Костопольского района,
- Острожского района,
- а также городов областного значения Ровно и Острог.

## Население
Численность населения района в укрупнённых границах — 634,9 тыс. человек.
Численность населения района в границах до 17 июля 2020 года по состоянию на 1 января 2020 года — 92 981 человек, из них городского населения — 19 722 человека, сельского — 73 259 человек.

## Административное устройство
Район в укрупнённых границах с 17 июля 2020 года делится на 26 территориальных общин (громад), в том числе 6 городские, 4 поселковые и 16 сельских общин (в скобках — их административные центры):
- Городские:
  - Ровненская городская община (город Ровно),
  - Березновская городская община (город Березно),
  - Здолбуновская городская община (город Здолбунов),
  - Корецкая городская община (город Корец),
  - Костопольская городская община (город Костополь),
  - Острожская городская община (город Острог);
- Поселковые:
  - Гощанская поселковая община (посёлок Гоща),
  - Клеванская поселковая община (посёлок Клевань),
  - Мизочская поселковая община (посёлок Мизоч),
  - Сосновская поселковая община (посёлок Сосновое);
- Сельские:
  - Александрийская сельская община (село Александрия),
  - Бабинская сельская община (село Бабин),
  - Белокриницкая сельская община (село Белая Криница),
  - Бугринская сельская община (село Бугрин),
  - Великомежиричская сельская община (село Великие Межиричи),
  - Великоомелянская сельская община (село Великая Омеляна),
  - Головинская сельская община (село Головин),
  - Городокская сельская община (село Городок),
  - Деражненская сельская община (село Деражное),
  - Дядьковичская сельская община (село Дядьковичи),
  - Здолбицкая сельская община (село Здолбица),
  - Зарянская сельская община (село Заря),
  - Корнинская сельская община (село Корнин),
  - Малинская сельская община (село Малинск),
  - Малолюбашанская сельская община (село Малая Любаша),
  - Шпановская сельская община (село Шпанов).

### История деления района
Количество местных советов (рад) в старых границах района до 17 июля 2020 года:
- поселковых — 3;
- сельских — 22.

Количество населённых пунктов в старых границах района до 17 июля 2020 года:
- посёлков городского типа — 3;
- сёл — 94.